# Methyl cinnamat
Methyl cinnamat là một ester methyl của acid cinnamic và là chất rắn trắng trong suốt có mùi thơm mạnh. Methyl cinnamat là một hợp chất hữu cơ có công thức C10H10O2 và khối lượng phân tử là 162.188 g/mol, nhiệt độ sôi là 261–262 °C, nhiệt độ nóng chảy là 34- 38 °C.
Nó được tìm thấy trong nhiều loại thực vật tự nhiên bao gồm trong trái cây như dâu tây, và một số gia vị nấu ăn, như hạt tiêu và một số loại húng quế. Nồng độ cao nhất của methyl cinnamat (98%) chứ trong bạch đàn olida. Methyl cinnamat được sử dụng trong ngành công nghiệp tạo hương vị và nước hoa. Mùi vị chính của methyl cinnamat là mùi của dâu tây.
Methyl cinnamtm rất dễ bắt lửa khi là một chất lỏng, và khi nung nóng để phân huỷ, nó phát ra khói.